# Будівництво 510 і ВТТ
Будівництво 510 і ВТТ — підрозділ, що діяв в системі виправно-трудових установ СРСР.
Організований 12.10.51 ;

закритий 29.04.53.

## Підпорядкування і дислокація
- ГУЛЖДС з 12.10.51;
- ГУЛАГ МЮ з 02.04.53.

Дислокація : в р-ні м.Архангельска (тимчасово);

Архангельська область, м.Архангельськ

## Виконувані роботи
- будівництво залізниці Архангельськ - Руч'ї - Мезень, під'їзних шляхів до 2-х об'єктів в р-ні Їнці і Руч'ї,
- будівництво поромної переправи в р-ні Архангельска,
- відновлення Уємського цегельного заводу (з 29.01.53),
- лісозаготівлі, лісовивіз,
- виробництво будівельних матеріалів, швейні, взуттєві і ремонтно - механічного підприємства.

## Чисельність з/к
- 12.51 — 500,
- 01.01.52 — 496,
- 01.01.53 — 3036
- 01.04.53 — 2962,
- 01.05.53 — 1423